# Mohammed Talah
Mohamed Talah, (en arabe : محمد طالح), né en 1920 et mort en 2003, est un ancien moudjahid et aussi un prisonnier politique lors de la guerre d'Algérie.

## Biographie
Mohamed Talah naît en 1920 au village Tizra-Aissa, douar Aït Yahia Moussa, dans une famille pauvre à l’image de la majorité des familles algériennes à l’époque. Il part à Alger pour suivre ses études primaires. À Alger il découvre de plus en plus l’injustice et la discrimination envers les indigènes ce qui le pousse à se révolter contre le colonialisme français.

## Engagement pour la guerre de libération
Après son retour d’Alger en Kabylie, il fait partie des militants de la cause algérienne de première heure[réf. nécessaire]. Avec Belkacem Krim et d’autres militants de la région, il participe à la préparation et l’organisation de la révolution algérienne contre le colonialisme français.
Arrêté en 1947 dans un hôtel à Alger alors qu’il était en mission, il ne quitte la prison qu’en 1962 après l’indépendance de l’Algérie. Il se retire de la vie politique et il passe le reste de sa vie dans son village natal, Tizra-Aissa. Il est mort en 2003.
En 2014, et à l’occasion de la célébration de la journée de la victoire coïncidant avec la signature des accords d’Évian, un hommage lui a été rendu par l’association culturelle Tarwa N Krim Belkacem et le CEM de son village natal, Tizra-Aissa, a été baptisé en son nom .